# 陶榮
陶榮（?—?），浙江省紹興府會稽縣人，清朝政治人物、進士出身。

## 生平
光緒二十一年（1895年），参加光緒乙未科殿試，登進士二甲78名。同年五月，以主事分部学习。